# شین مرجع
شین مرجع یا شین نیروگاهی (به انگلیسی: slack bus) را به عنوان شین ولتاژ- زاویه (V-δ) هم می توان معرفی نمود. از این شین برای تعادل توان اکتیو P و توان راکتیو Q درمحاسبات پخش بار استفاده می شود.شین مرجع تلفات سیستم را به وسیله انتشار یا جذب توان اکتیو / توان راکتیو جبران می کند. در شین مرجع ولتاژ و زاویه مشخص هستند و مقادیر مجهول توان اکتیو و راکتیو می باشند.